# Il mio amico robot
Il mio amico robot (Robot Dreams) è un film d'animazione del 2023 scritto e diretto da Pablo Berger.
Basato sull'omonimo fumetto di Sara Varon, il film parla dell'amicizia inseparabile tra un cane e un robot nella Manhattan degli anni Ottanta. Robot Dreams è stato presentato in anteprima mondiale al 76º Festival di Cannes. Ha ricevuto il premio Controcampo per il miglior film al Festival Internazionale del Film d'Animazione di Annecy.

## Trama
Dog è un cane solitario che vive a Manhattan. Un giorno decide di costruirsi un robot, un amico. La loro amicizia cresce, fino a farli diventare inseparabili, al ritmo della New York degli anni '80. Una notte d'estate, Dog con grande dolore, è costretto ad abbandonare Robot sulla spiaggia. Con la speranza di tornare a trovarlo una volta riaperta la stagione balneare, Dog trascorre le settimane e le stagioni occupando il suo tempo e trovando, infine, un nuovo robot come amico. Quanto a Robot, viene trovato da un cercatore di metalli e portato in una discarica, dove viene smembrato. Ricomposto tramite pezzi riciclati da un altro animale, fa amicizia con questi.
Un giorno, mentre Robot sta facendo una grigliata sul tetto di un edificio, vede Dog camminare mano nella mano con il suo nuovo amico e quindi aziona la canzone September dei Earth, Wind & Fire che in passato aveva ballato proprio insieme a Dog. Questi, sente la musica con il suo udito sviluppato e inizia a ballare in solitaria, alzando lo sguardo verso la provenienza della fonte di suono, ma Robot si nasconde per non farsi vedere. I due non si incontrano più fino alla fine del film.

## Distribuzione
Robot Dreams ha avuto il suo debutto mondiale il 21 maggio 2023, nella sezione Special Screenings del 76° Festival di Cannes, per poi essere proiettato il 12 giugno 2023 all'Annecy International Animation Film Festival, il 23 luglio 2023 al New Zealand International Film Festival, e il 14 agosto 2023 al 29° Sarajevo Film Festival. È stato inoltre proiettato il 7 settembre 2023 al 48° Toronto International Film Festival e, in ottobre 2023, al 56° Sitges Film Festival.

## Accoglienza

### Incassi
Il film ha incassato globalmente poco più di 4,6 milioni di dollari.

### Critica
Sul sito aggregatore di recensioni Rotten Tomatoes, il film ha una percentuale di gradimento del 98% sulla base di 136 recensioni, con una valutazione medio di 8.4 su 10. Su Metacritic il voto medio di 30 recensori è di 87 su 100.

## Riconoscimenti
- 2024 – Premi Oscar[13]
  - Candidatura al miglior film d'animazione
- 2024 – Annie Awards
  - Miglior Film d'Animazione Indipendente
- 2023 – European Film Awards
  - Miglior Film d'Animazione
- 2023 – Festival internazionale del film d'animazione di Annecy
  - Premio Controcampo